# Elektriciteitscentrale Kingston

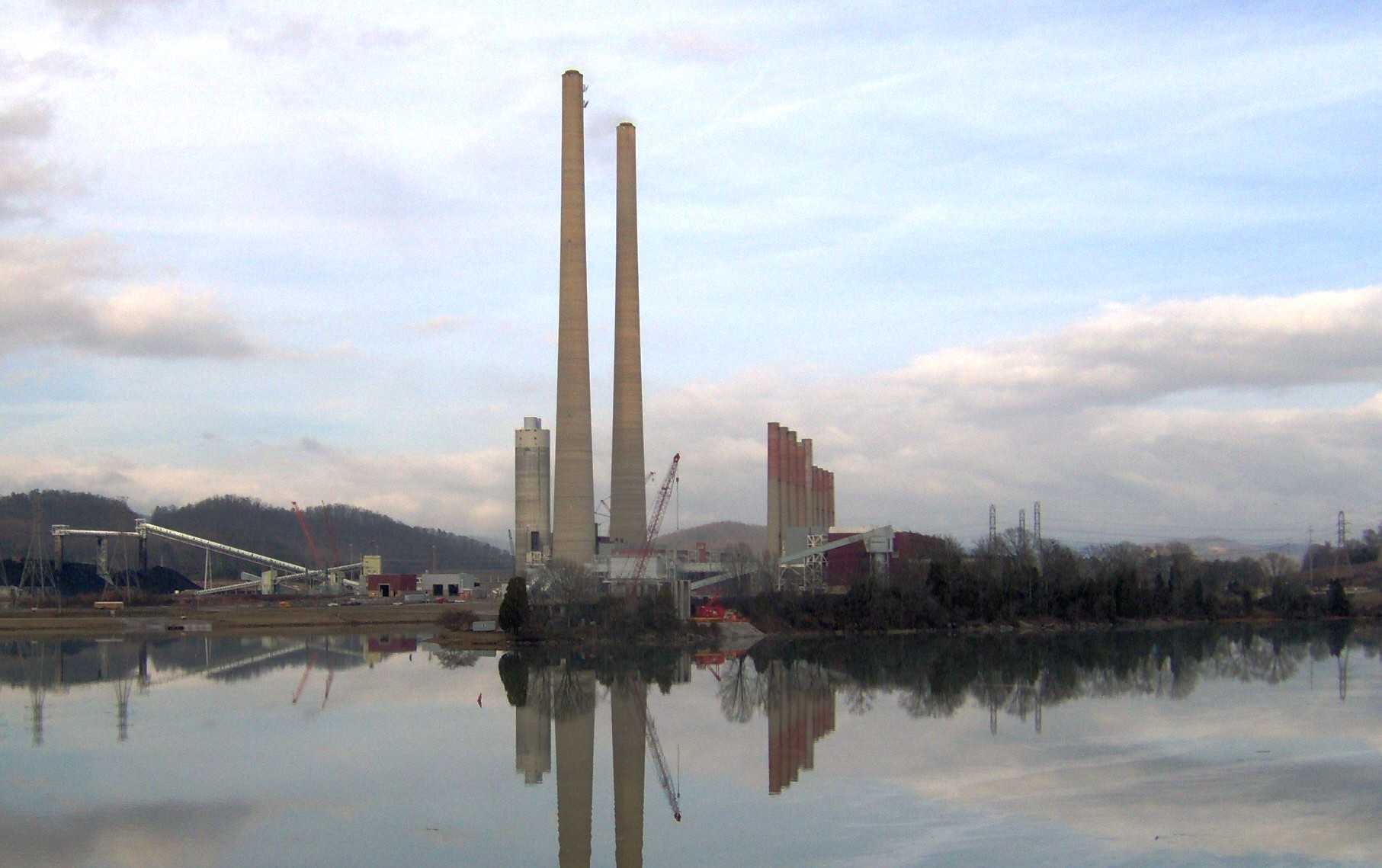
Elektriciteitscentrale Kingston

De Kingston elektriciteitscentrale is een thermische centrale te Kingston, Tennessee, VS. De 305m hoge schoorsteen van de centrale werd in 1976 gebouwd.